# KOBE JAZZ-PHONIC RADIO
『KOBE JAZZ-PHONIC RADIO』（コウベ ジャズ・フォニック レィディオ）はラジオ関西で2015年10月6日から火曜日に生放送されるジャズの番組である。

## 概要
ラジオ関西は開局当初から、洋楽番組を看板プログラムとして位置付けて放送しているが、この番組は日本ジャズの発祥の地とされる神戸からジャズの情報・演奏を発信することを目指している。番組では、広瀬未来（ジャズトランペッター）を中心に、毎回招くジャズ演奏家・歌手のゲストアーチストとのセッション、さらにジャズのレコードをDJの選曲や、リスナーからのリクエストも交えて放送するほか、ジャズに関する様々なイベント・情報を提供する。生放送後、YouTubeにも番組全編を公開している。
番組は「ジャズの街神戸」推進協議会が企画・監修、公益財団法人神戸市民文化振興財団が協力しており、不定期でラジオ関西のスタジオ、あるいは神戸市内のライブハウスからの公開生放送・録音を行う。
番組開始から火曜夜に放送され、ナイター期間中はラジオ関西ジャイアンツナイターの中継予定が当初からない日のみ放送されていたが、2022年4月より木曜夜に放送曜日を変更し、同時にナイター中継制作局であるアール・エフ・ラジオ日本への同時ネットを開始する（ナイター中継の際休止となるのは同様）。ラジオ日本でのネットは2025年3月で終了。
2022年10月からは岐阜放送へもネット。

## 主なコーナー
- 「KOBE JAZZ SPOT（神戸ジャズスポット）」 - 前半のゲストコーナーで、神戸市内のジャスのライブ演奏が楽しめるバーやライブハウスを毎週1軒取り上げ、その店の代表者をスタジオ、ないしは電話で出演してもらい、店を紹介してもらう
- 「ウィークリー・ジャズジャイアント」 - 近代のジャズの発展に貢献した名演奏家の演奏を聴く
- 「アレンジチェンジ」 - ジャズの名盤・名曲をカバーしたもの、あるいは原曲を基にアレンジを加えた物などを聞き比べる。
- 「ウェイアウト・ウェスト 今月のおすすめの一枚」 - ジャズ専門のフリーペーパー「ウェイアウト・ウェスト」とのタイアップで、「ウェイアウト・ウェスト」と番組が推薦するジャズの名盤アルバムを毎月1枚取り上げ、そこに収録されている楽曲を毎週1曲取り上げる
- 「KOBE JAZZ PEOPLE（神戸ジャズピープル）」 - 後半のゲストコーナー。番組の目玉コーナーで、ジャズのボーカリスト、演奏家をゲストに、広瀬らとの生セッションやトークなどを展開する。2016年2月・3月の放送では「KOBE JAZZ DAY2016」出場予定のジャズボーカリスト・演奏家からの事前収録のメッセージや電話・スタジオインタビューがあった。

## 公開生放送・録音履歴
特記なしは事前の申し込み予約（多数抽選　会費有料）必要
1. 2015年10月5日（放送前日に収録）　カフェ・萬屋宗兵衛（神戸市中央区元町通り）
2. 2015年11月30日（同上）　サテンドール神戸（神戸市中央区）
3. 2015年12月20日　神戸ハーバーランド・スペースシアター（神戸市中央区　ハーバーランド　ワイン大楽祭!協賛イベント　入場自由・無料 番組では前半部分に挿入し、後半パートはイベント直後のラジオ関西のスタジオで収録したものを放送）
4. 2016年2月22日（放送前日に収録）　Live House Great Blue（神戸市中央区琴ノ緒町）
5. 2016年3月27日　ジャズ&レストラン・ソネ（神戸市中央区）
6. 2016年10月23日　神戸市立農業公園「神戸ワイナリー」（神戸市西区　入場自由・無料）
7. 2016年11月2日　jazz喫茶　JamJam（神戸市中央区）
8. 2016年12月17日　神戸ハーバーランド・スペースシアター（神戸市中央区　ハーバーランド　ワイン大楽祭!協賛イベント　入場自由・無料）

## 出演
メインDJ
- 広瀬未来

レギュラー
- 高橋知道
- たなかりか

※上記2名は必ずしも毎週出演ではなく、どちらか1名だけの出演、ないしは全く出演がない週もある。池田の休演以降、両名とも出演しない場合はゲストパーソナリティを招いて対応している。

### 過去の出演者
進行DJ
- 池田奈月（病気療養のため2019年4月以降休演し事実上降板、その後も公式サイトに名前があったが2021年頃に削除。後任は立てず、広瀬が単独で進行する形になった）